# Janusz Rapnicki
Janusz Rapnicki (ur. 30 września 1926 w Lublinie, zm. 4 czerwca 1969 w Grójcu) – polski grafik, plakacista.

## Życiorys
Studiował prawo. W latach 1950–1954 był aktorem. Należał do Związku Polskich Artystów Plastyków (Oddział Warszawski).
Zajmował się grafiką użytkową, głównie – wydawniczą, oraz plakatem i wystawiennictwem. W latach 1954–1969 współpracował z Wydawnictwem Katalogów i Cenników. W latach 1965–1969 zaprojektował ok. 60. plakatów filmowych. Był także autorem plakatów reklamowych, sportowych i politycznych. W 1967 wziął udział w Biennale Plakatu Polskiego w Katowicach.
Po przedwczesnej śmierci spoczął na starym cmentarzu na Służewie w Warszawie.

## Wybrana twórczość

### Plakaty
- Warszawa wolna!, 1965
- Szkarłatne godło odwagi, 1965
- Mój przyjaciel delfin, 1965
- Na pokładzie stanął kapitan, 1965
- Rękopis znaleziony w Saragossie, 1965
- Popioły, 1965
- Spacer po linie, 1965
- Tydzień filmu czechosłowackiego, 1965
- Fatalny list, 1966
- Strzelby Apaczów, 1966
- Stazione Termini, 1966
- Nagie godziny, 1966
- Pogarda, 1966
- Parasolki z Cherbourga, 1966
- Winnetou • I seria, 1966
- Winnetou • II seria, 1966
- Winnetou • 3 seria, 1966
- Walizka z milionami, 1966
- Samotna, 1966
- Kochankowie z Marony, 1966
- Olimpiada w Tokio, 1966
- Największe widowisko świata, 1967
- Fanfan Tulipan, 1967
- Dzwonnik z Notre Dame, 1967
- Fantomas, 1967
- Przystanek autobusowy, 1967
- Zamieńmy się mężami, 1967
- Casanova ’70, 1967
- Old Surehand, 1967
- Rodan – ptak śmierci, 1967
- Kobiety zostają same, 1968
- Bunt, 1968
- Życie złodzieja, 1968
- Księżniczka, 1968
- Zjazd rodzinny, 1968
- Panienki z Rochefort, 1968
- Poradnik matrymonialny, 1968
- Przygoda z piosenką, 1968
- Pustelnia parmeńska, 1969
- 273 dni poniżej zera, 1969
- Pan Wołodyjowski, 1969
- Gra, 1969

### Znaczki pocztowe
- Rzemiosło polskie – XVI wiek (seria), 1969 – wspólnie z Franciszkiem Winiarskim